# Skog
Skog is een plaats in de gemeente Söderhamn in het landschap Hälsingland en de provincie Gävleborgs län in Zweden. De plaats heeft 312 inwoners (2005) en een oppervlakte van 117 hectare.

## Verkeer en vervoer
Bij de plaats loopt de Riksväg 83.